# Fatores de risco no desenvolvimento de software
O gerenciamento de riscos é um processo de software, definido e sistemático com o objetivo de tratar os fatores de risco com a finalidade de mitigar ou minimizar seus efeitos, produzindo um produto de software com qualidade, que atenda às necessidades do cliente, dentro do prazo e custos estimados. O risco de um projeto é um evento que poderá ocorrer de forma inesperada provocando efeitos negativos ou positivos, com relação a alterações no escopo, cronograma, custo e qualidade. Ao se fazer a análise de riscos são classificados em dois tipos: os riscos conhecidos e os desconhecidos. Os riscos conhecidos são identificados e analisados, possibilitando o planejamento de respostas e designando uma reserva de contingência para gerenciar os riscos de forma proativa. Já os riscos desconhecidos não podem ser gerenciados de forma proativa e, assim sendo, é necessário fazer uma reserva para se assegurar dos impactos, caso o problema ocorra. Muitos problemas podem invalidar todo o processo de software. O risco é um problema potencial, que pode ocorrer ou não. Independentemente do resultado, é aconselhável identificá-lo, avaliar sua probabilidade de ocorrência, estimar seu impacto e estabelecer um plano de contingência caso o problema realmente ocorra. As consequências de uma falha de software podem ser extensas. O principal motivo de atrasos e cancelamentos de software deve-se ao grande número de erros, cuja eliminação pode absorver mais de 60% do esforço nos grandes projetos de software. A média norte-americana para remoção de defeitos de software é de 92,5%, referente ao período de 2017. Na fase de implantação, a remoção de defeitos nos testes beta e de aceitação corresponde a aproximadamente 20%. Para evitar este tipo de falha de software, o gerente e os engenheiros devem evitar uma série de riscos comuns, compreender os fatores críticos de sucesso que conduzem ao bom gerenciamento e desenvolver uma estratégia de senso comum no que se refere a planejamento, monitoramento e controle do software.